# Vlag van het Gemenebest van Onafhankelijke Staten

Vlag van het Gemenebest van Onafhankelijke Staten

Voormalige vlag

De vlag van het Gemenebest van Onafhankelijke Staten werd aangenomen in 1996 en toont een gele zon op een blauw veld, met één rechte en acht buigende palen die de zon vasthouden. Het ontwerp symboliseert het verlangen naar gelijkwaardig partnerschap, eenheid, vrede en stabiliteit.
Voordat de vlag werd aangenomen, werd een voorlopige vlag met alleen de letters "C.I.S." op een witte achtergrond gebruikt, bijvoorbeeld bij sportevenementen waar een team van het Gemenebest de Sovjet-Unie verving toen de Sovjet-Unie zich had gekwalificeerd voor de vlag, maar er nooit kwam voordat ze werd ontbonden.